# François Michel Le Tellier de Louvois

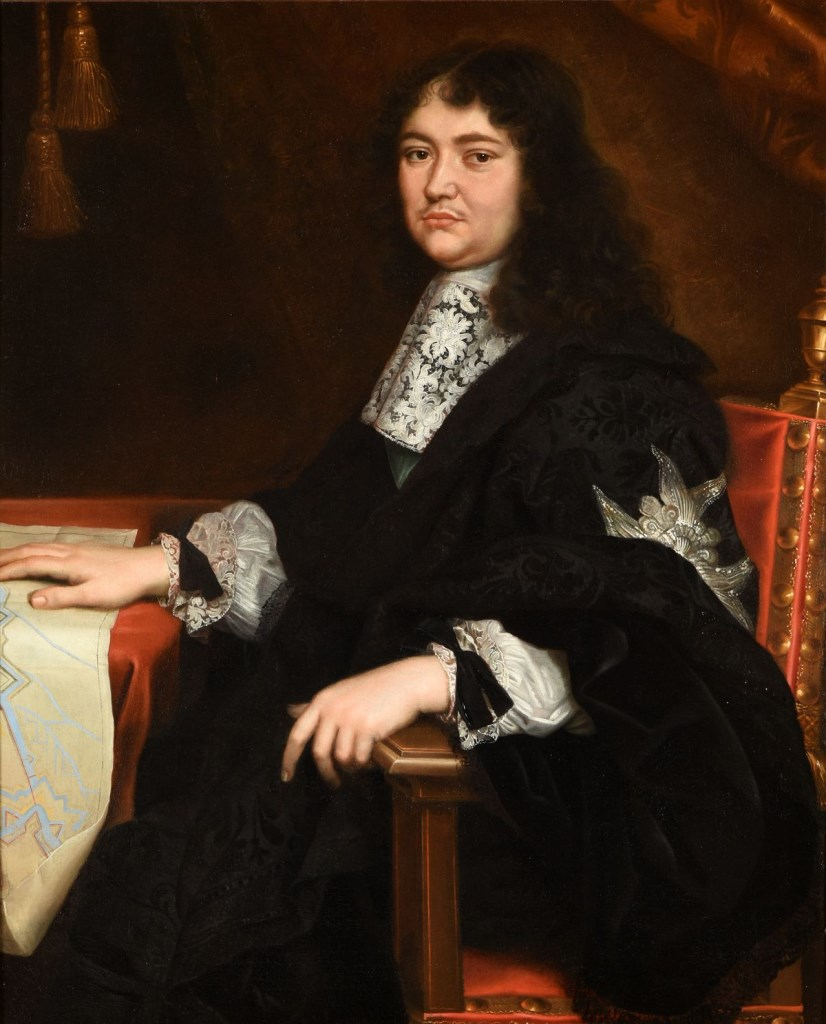
François Michel Le Tellier de Louvois.

François Michel Le Tellier de Louvois, född 18 januari 1641 i Paris, död 16 juli 1691 i Versailles, var en fransk markis och statsman.

## Biografi
François Michel Le Telliers far Michel Le Tellier var minister under Ludvig XIII och Ludvig XIV. François Michel Le Tellier förestod 1662–1677 gemensamt med sin far, därefter ensam, krigsministeriet. Han blev 1668 chef för postväsendet, 1672 medlem av konseljen och 1683 överintendent för byggnader, industri med mera.
Han fortsatte faderns verk och gjorde den franska armén till ett lydigt, skarpt och smidigt verktyg för Ludvig XIV:s erövringspolitik. Rekryteringen förbättrades, solden utbetalades i rätt tid, kontrollen skärptes, uniform infördes, beväpningen förbättrades, specialvapen utvecklades, förplägnadsväsendet ordnades, officersutbildningen främjades och sträng disciplin infördes.
Häftig, hård, sträng och ärelysten var han en av de ivrigaste förespråkarna för en hänsynslös erövringspolitik och försökte hålla fältherrarna i strängt beroende av krigsministeriet, vilket försvårade krigföringen. Han var en av upphovsmännen till "Politique des Réunions" (reunionspolitiken), han organiserade dragonaderna och hade huvudansvaret för ödeläggandet av Rhenpfalz.
François Michel Le Tellier utövade ett betydande inflytande på Europas hela militära utveckling. Genom att föra samman flera regementen till brigader skapade han för första gången en högre taktisk enhet – en nödvändig åtgärd på grund av de stående härarnas raskt växande styrka. Han gav specialvapnen en militär organisation som blev bestående. Ständig övning gjorde den franska armén till ett mönster för alla europeiska härar. Dess numerär översteg allt som man förut varit van vid. Den räknade 47 000 man kavalleri, 10 000 dragoner – det vill säga beridet infanteri – och 200 000 man till fots.
Även beväpningen undergick en fullständig omdaning. François Michel Le Tellier ersatte pikar och tunga luntlåsgevär med ett handeldvapen som på ett fördelaktigt sätt ersatte dem bägge: det lätta flintlåsgeväret med bajonetten. Denna jättelika armés underhåll tillgodosågs genom ett ordnande av magasinsväsendet, sårade och sjuka soldater togs omhand genom lasarett och uppförandet av det stora Invalidhotellet i Paris. Genom den förra av dessa åtgärder blev armén lättare att röra och mera slagfärdig, genom den senare höjdes härens mod.